# Uppsala Stads Elektricitetsverk

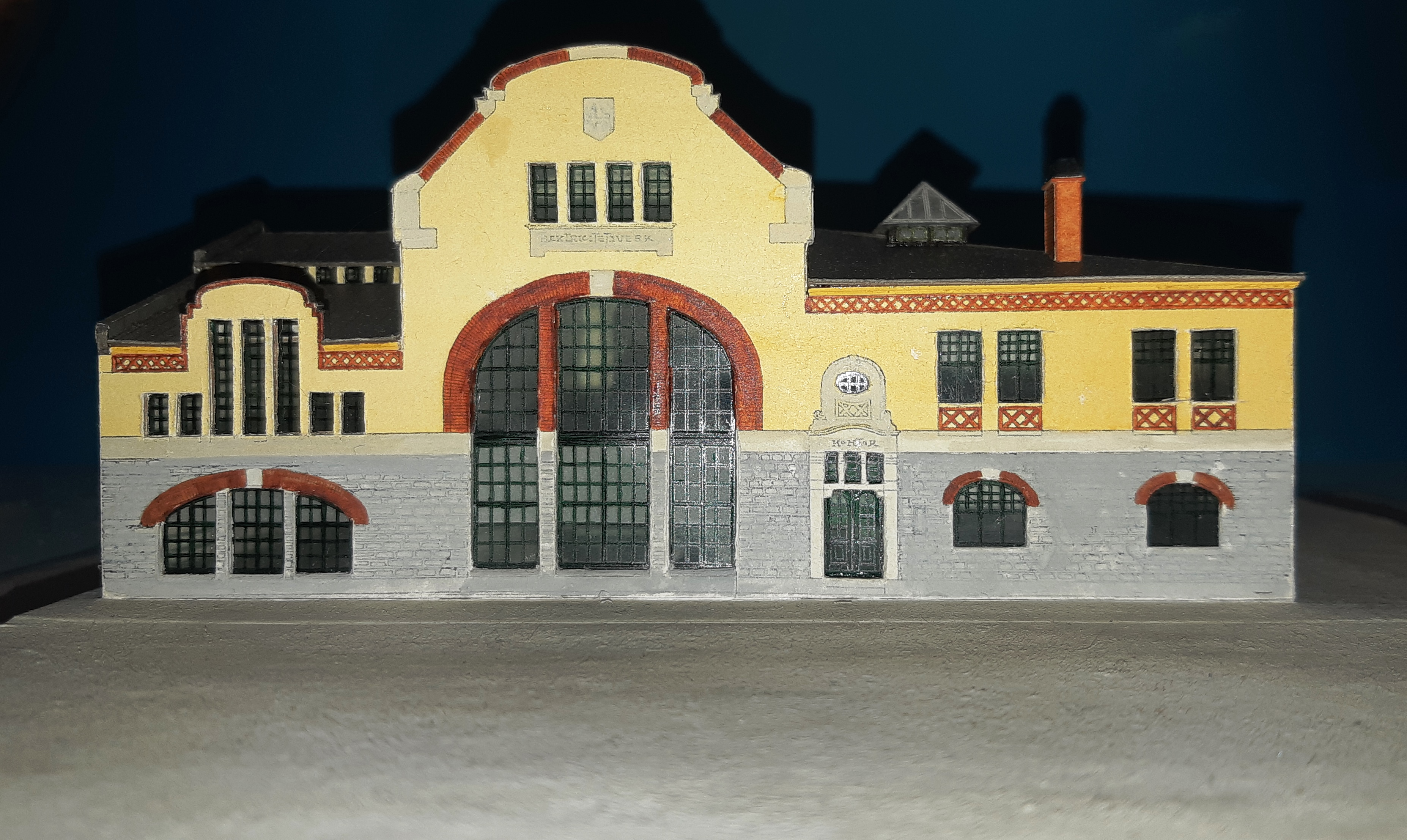
Modell av elverket utifrån ritning från 1905 - Fasad mot Strandbodgatan.

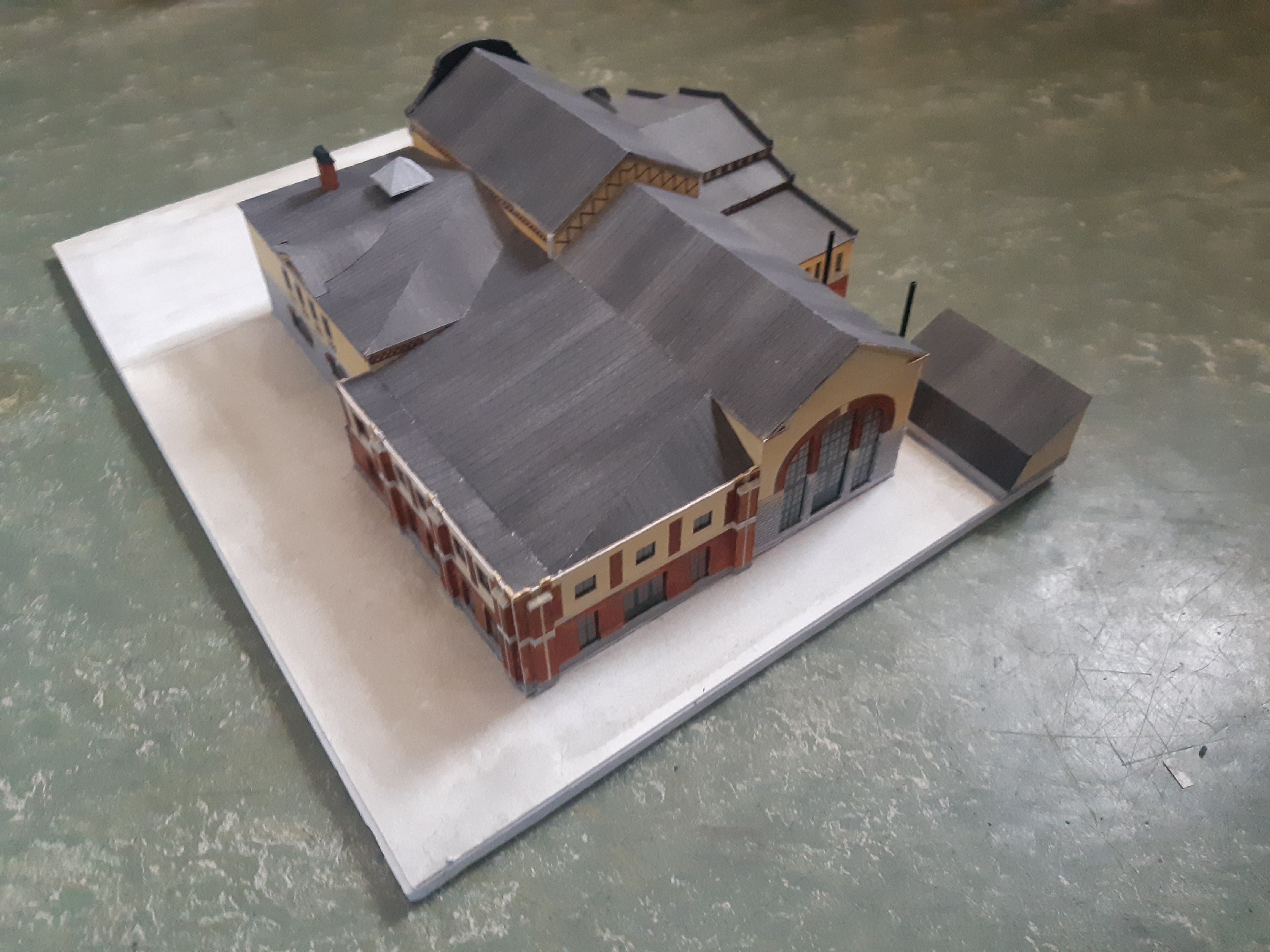
Modell av elverket - rekonstruktion av 1925. Den vänstra delen tillkom 1914 och innehöll maskinhallar.

Uppsala Stads Elektricitetsverk var ett elektricitetverk, beläget vid Strandbodgatan 4 i anslutning till gasverkets område. 
Uppsala var sedan 1860-talet en stad med eget gasverk. Gasverket var beläget i stadens ytterkant nära hamnen i  stadsdelen Kungsängen.

## Historik

### Inledningen
En tillskyndare var Anders Strandberg som den 18 oktober 1901 väckte en motion i Uppsalas stadsfullmäktige om att i Uppsala anlägga ett elverk.
Inledningsvis försenades elverkets driftsättning på grund av en verkstadslockout och leveransen av utrustning drog ut på tiden. Det nybildade Upsala Spårvägar som annars skulle vara en lämplig kund blev nödgat att upprätta ett provisoriskt elverk för sin trafik.
I slutet av oktober 1906 kunde de första abonnenterna få sin belysning.
Anläggningen planerades av förste ingenjör Edvard Hubendick vid Fritz Egnells ingenjörsfirma. Arkitekt var stadsarkitekt Carl-Axel Ekholm. Anläggning kom att utökas och nya arkitekter var Carl Robert Lindström och stadsarkitekt Gunnar Leche.
Föreståndare 1905 till 1936 var Orvar Sturzen-Becker

### Teknisk utrustning
Till en början användes egenproducerad gengas för generatordiften. 1909 tillkom en dieselmotor på 350 hkr, 1913 en på 400 hkr och 1919 en på 450 hkr.
Ett betydelsefullt steg i elverkets utveckling var anslutningen  till Älvkarleby Kraftverk via dess sekundärstation i Husbyborg. Ett kontrakt med Kungl. Vattenfallsstyrelsen skrevs under 20 april 1914 och en kraftig utbyggnad av elverket gjordes. Den 26 oktober 1915 kunde elverkets omformare  träda i verksamhet.

### Övergång från likström till växelström[5]
1928 fattades beslut om att eldistributionen skulle övergå från likström till växelström och under 1959 var hela elnätet i Uppsala överkopplat till växelström.  

### Avveckling
Efter att driften fasats ut revs byggnaden 1978.   